# Walerów
Walerów [vaˈlɛruf] est un village polonais de la gmina de Sokołów Podlaski dans le powiat de Sokołów et dans la voïvodie de Mazovie, au centre-est de la Pologne.
Il est situé à environ 7 kilomètres au sud-ouest de Sokołów Podlaski et à 82 kilomètres à l'est de Varsovie.